# Lapskojs
Lapskojs, lappskojs, lapskaus eller tidigare lappsko är en maträtt delvis gjord av kött. Rätten förekommer i olika varianter i länder i norra halvan av Europa.

## Lapskojs i olika länder

### Baltiska länderna
Maträtten förekommer i delar av baltikum där den serveras med stekt ägg.

### Danmark
I det danska köket är rätten känd som skipperlabskovs och liknar den svenska. Den danska smaksätts med svartpeppar, vitpeppar och ibland senap.

### Finland
I det finländska köket är rätten känd som lapskoussi eller "lapskojs" och tillreds ofta i sommarstugan av köttkonserv och potatisflingor.[källa behövs] Den serveras med stekt ägg.

### Norge
I Norge kallas rätten även för lapskaus, men är en stuvning, med tärnad potatis och morötter.

### Storbritannien
Den engelska lobscouse, som är lik norska varianten (även den en stuvning), var en rätt som många sjömän föredrog. Den engelska varianten (även benämnd scouse) har möjligen fått ge namn åt en vardaglig benämning på (hamnstaden) Liverpools invånare – Scousers – först belagd i skrift 1959.

### Sverige
I Sverige räknas lapskojs som husmanskost. Svensk lapskojs innehåller vanligtvis saltat nötkött, potatismos och kryddor. Det kan tillverkas av nöt- eller fläskkött som kokas med potatis och lök i buljong och kryddor. Förr blandades kokt oxkött, potatis, fläsktärningar, buljong, peppar, salt, smör, lök och persilja. I Sverige brukar lapskojs traditionellt serveras med inlagda rödbetor.

### Tyskland
Den tyska varianten heter Labskaus och serveras oftast med ett stekt ägg och en sill.

## Etymologi
Ordet kommer från engelskans lobs-cou(r)se med osäkert ursprung, tidigast belagt 1706. Ordet spreds vidare av den brittiske författaren Tobias Smollett i flera böcker under 1750-talet.

## Bilder

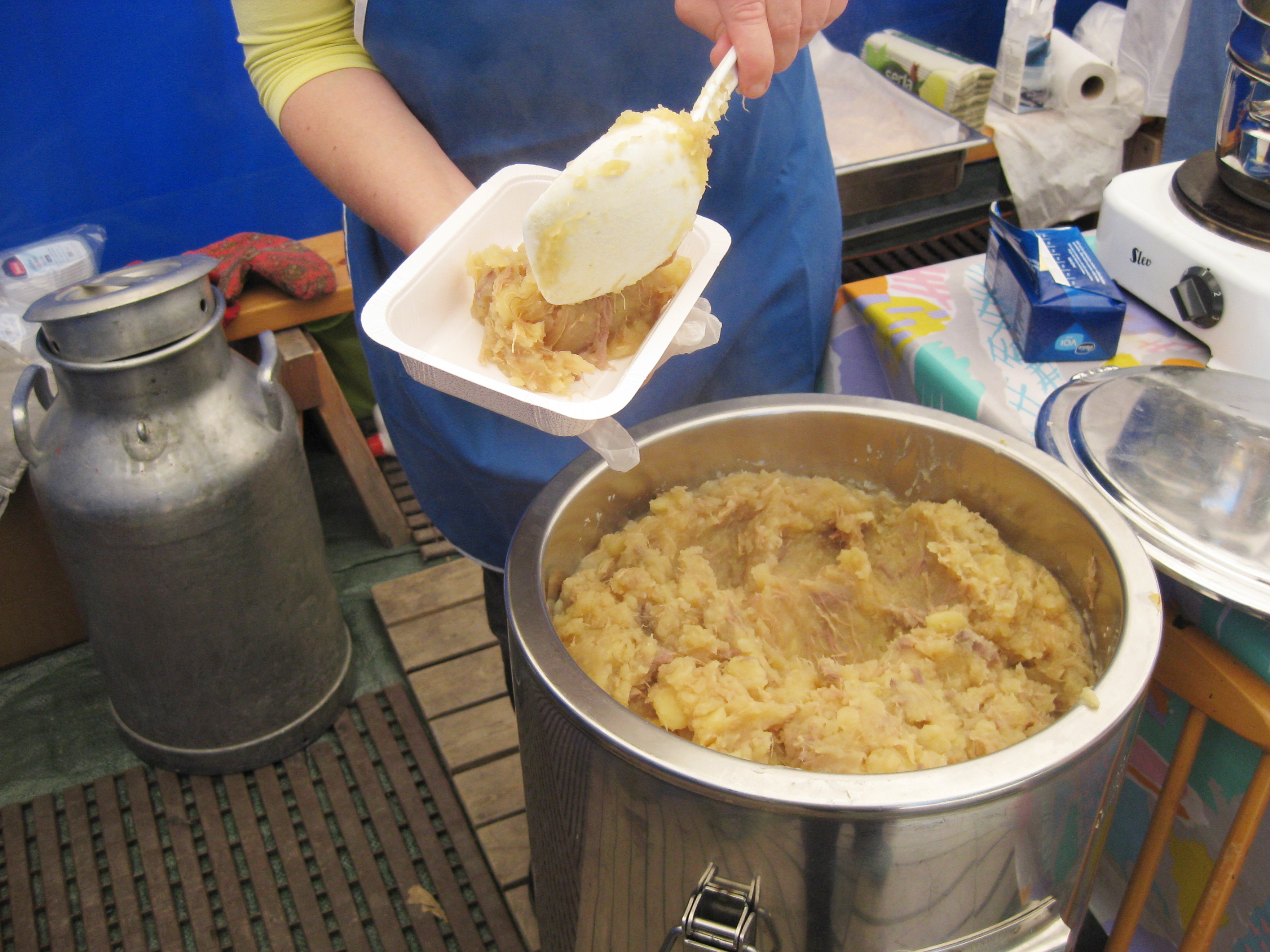
Lapskojs i Finland.
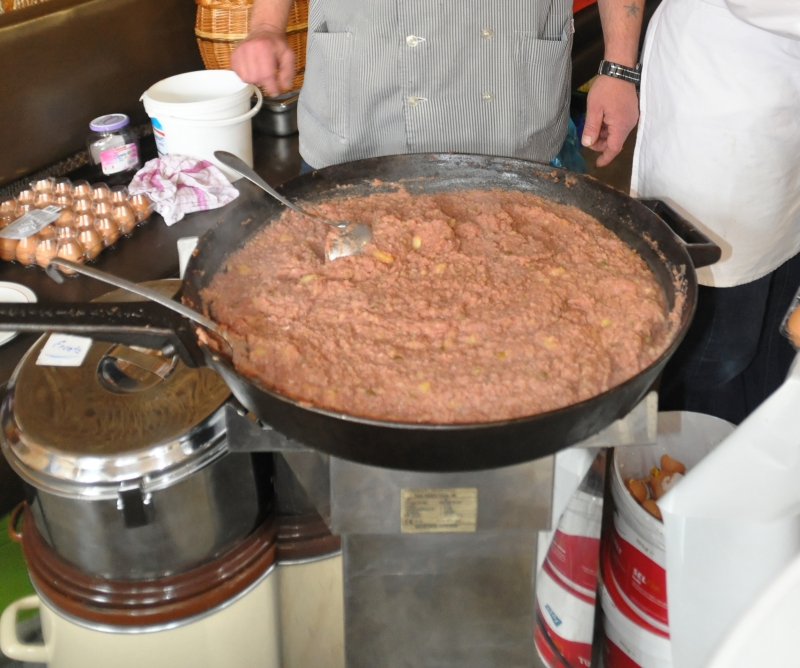
Lapskaus i Tyskland.
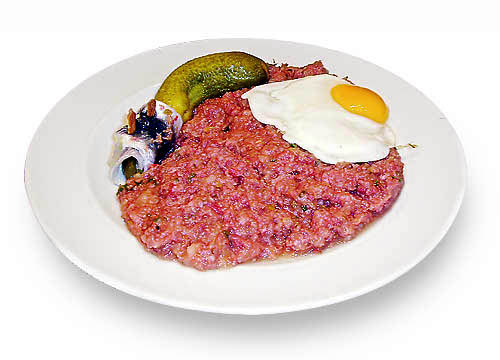
Nordtysk labskaus med stekt ägg, inlagd sill och inlagd gurka.
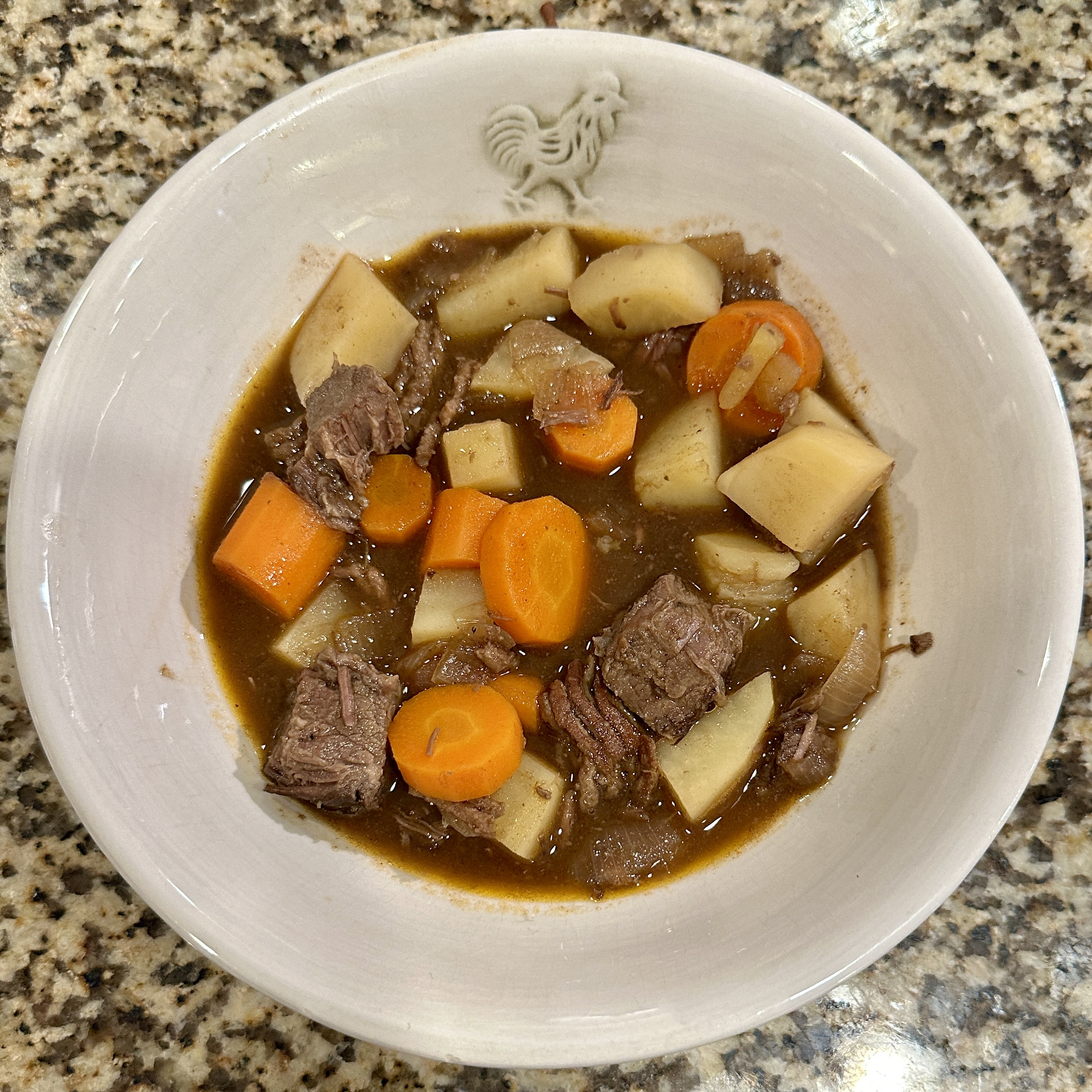
Engelsk lobscouse.